# Organization for Transformative Works
Organisationen för transformativa verk (OTW) (eng: Organization for Transformative Works (OTW)) är en ideell organisation som grundades 2007 av fans och vars uppdrag är att ge tillgång till och bevara verk skapade av fans (s.k. "fanworks") och fankulturens historia i alla dess former.

## OTW:s projekt
OTW driver ett stort antal projekt för att möjliggöra sitt uppdrag:
- Archive of Our Own (Vårt eget arkiv): ett icke-vinstdrivande, multi-fandom internetbaserat arkiv för verk av fans. Arkivet innehåller främst fanfiction, men det finns möjlighet att bädda in andra typer av verk så som konst, videor, eller podfic (en ljudbok baserad på en fanfiction).
- Fanlore: en wiki för fans vars uppdrag är att tillhandahålla en plats för fans att dokumentera och dela sin historia, erfarenheter och traditioner i fandom, och fanworks historia.
- Open Doors (Öppna dörrar): ett projekt för att hjälpa fans bevara historiska artefakter, som zins eller webbsidor som Geocities. Projektet hjälper även till att importera fanfiction från arkiv och webbsidor som ska läggas ner till Archive of Our Own.
- Transformative Works and Cultures (Transformativa verk och kulturer): en akademisk, referensgranskad tidskrift om fandom och verk av fans.
- Juridisk rådgivning för fans och fandomgemenskapen för att skydda dem från exploatering och rättsliga intressen, samt bevakning av fandom-intressen i politiska diskussioner rörande, exempelvis fair use och EU:s artikel 13.[3]
- Fanhackers: en samling av information och resurser (så som metadata, analyser, och diskussioner) för att hjälpa fans, akademiker, och aktivister.

## Externa sidor
- Organization for Transformative Works (eng)
- Organisationen för transformativa verk (sv)